# أندرش أدالي
أندرش أدالي، مواليد 1978، كاتب ومقدم ومحاضر سويدي. بعد سنوات عديدة كمجرم محترف وقضى عقوبة السجن، غير أدالي الجانب في المجتمع. من بين الأشياء التي يقوم بها اليوم هي إلقاء محاضرات حول كيفية حماية الشركات والأفراد أنفسهم من الجريمة. أصدر كتب اخر سطو والسارق السويدي.